# Hark!
Hark! je studiové album amerického hudebníka Andrewa Birda. Vydáno bylo 30. října 2020 společností Loma Vista Recordings. Obsahuje třináct písní, přičemž šest z nich („Alabaster“, „Skating“, „Christmas Is Coming“, „White Christmas“, „Oh Holy Night“ a „Night's Falling“) vyšlo již o rok dříve na stejnojmenném extended play. Obsahuje jak autorské písně, tak i několik coververzí, například od Irvinga Berlina, Johna Calea a Johna Prinea. Vydání alba bylo oznámeno koncem září 2020, kdy byla rovněž zveřejněna coververze písně „Andalucia“ od Johna Calea. Ta původně vyšla na jeho albu Paris 1919. K Birdově verzi byl natočen animovaný videoklip, který režírovala Abigail Portner.

## Seznam skladeb
1. Andalucia (John Cale)
2. Alabaster (Andrew Bird)
3. Greenwine (Brett Sparks, Rennie Sparks)[p 2]
4. Christmas in April (Andrew Bird)
5. Souvenirs (John Prine)
6. Oh Holy Night (Adolphe Adam)
7. Mille Cherubini in Coro
8. Night's Falling (Andrew Bird)
9. Glad
10. Christmas Is Coming (Vince Guaraldi)
11. White Christmas (Irving Berlin)
12. Skating (Vince Guaraldi)
13. Auld Lang Syne